# Sanicula deserticola
Sanicula deserticola är en flockblommig växtart som beskrevs av S. Bell. Sanicula deserticola ingår i släktet sårläkor, och familjen flockblommiga växter. Inga underarter finns listade i Catalogue of Life.